# 厚い記述
人類学その他の領域において、人間行動の厚い記述(あついきじゅつ・thick description)とは、状況をまったく知らない人でもその行動がよく理解できるように、行動そのものだけではなく文脈も含めて説明することを指す。
文化人類学者のクリフォード・ギアツが1973年の著書『文化の解釈学』でみずからの民族誌記述の方法として提示して有名になった(Geertz 1973:5-6, 9-10)。以降、社会科学のみならず広範な学問分野で有力な方法論として盛んに口にされるようになり、今日では新歴史主義（ニューヒストリシズム）のような文芸評論の分野でも用いられるようになっている。
ギアツの論文「厚い記述--文化の解釈学的理論をめざして」(Geertz 1973:3-30)によると、この用語はイギリスの哲学者ギルバート・ライルに由来する。ライルによれば、われわれは誰かから目配せをされても、文脈がわからなければそれがどういう意味か理解できない。愛情のしるしなのかもしれないし、密かに伝えたいことがあるのかもしれない。あなたの話がわかったというしるしなのかもしれないし、他の理由かもしれない。文脈が変われば目配せの意味も変わる。
ギアツの考えではこのことは全ての人間行動に当てはまる。従って（先の例で言えば）目配せについてだけ記述する「薄い記述」と、行動と発話がその社会内で置かれている文脈を説明する「厚い記述」とは異なっている。ギアツによれば人類学者は厚い記述をしなくてはいけない。